# Halgona, Chiknayakanhalli
Halgona là một làng thuộc tehsil Chiknayakanhalli, huyện Tumkur, bang Karnataka, Ấn Độ.